# 法國法語
法國法語（法語：  français de France），或者法式法語，是在法國使用的法語，有多種變體。

## 發音

### 巴黎
現代巴黎法語不區分：
- /a/與/ɑ/ （ patte與pâte ，兩個字都讀[pat]）
- /ɛ/與/ɛː/ （ mettre與maître ，兩個字都讀[mɛtʁ̥]）
- /ø/與/ə/ （ jeu與je ，兩個字都讀[ʒø]）
- /ɛ̃/與/œ̃/ （ brin與brun ，兩個字都讀[bʁæ̃]）

現代巴黎法語部分鼻腔元音發音有改變：
- /ɑ̃/發[ɒ̃]
- /ɛ̃/發[æ̃]
- /ɔ̃/發[õ]
- /œ̃/發[æ̃]

### 南部
鼻腔元音沒有改變，仍然是：enfant讀[ɑ̃ˈfɑ̃]，pain讀[pɛ̃]，bon讀[bɔ̃]，brun讀[bʁœ̃]。/a/與/ɑ/、/ɛ/與/ɛː/也沒有區別。閉音節/ɔ/與/o/、/œ/與/ø/沒有區別：notre與nôtre都讀[nɔtʁ̥]，jeune與jeûne都讀[ʒœn]。

### 北部
位處最後的開音節時，/a/變成[ɔ]：chocolat /ʃɔkɔˈla/ → [ʃɔkɔˈlɔ]，avocat /avɔˈka/ → [avɔˈkɔ]。

### 洛林
長母音保持不變：pâte讀[pɑːt]，fête讀[fɛːt]，nôtre讀[noːtʁ̥]，jeûne都讀[ʒøːn]。